# Barranc dels Masos d'Urbà
El Barranc dels Masos d'Urbà és un barranc del terme de Castell de Mur, a l'antic terme de Mur.
Es forma a llevant de Cordillans, des d'on davalla cap al nord-est i s'aboca en el barranc del Prat de la Font de Roca en uns 400 metres de recorregut.